# B1A4 Live Tour 2014 LISTEN TO THE B1A4

## 소개
《B1A4 Live Tour 2014 LISTEN TO THE B1A4》는 대한민국의 아이돌 그룹 B1A4의 콘서트 투어이다. 일본에서의 콘서트 투어로, 요코하마에서 2번, 오사카에서 1번의 무대를 가졌다.

## 투어 일정
| 날짜     | 국가   | 도시     | 장소            |
| 2014년   | 2014년 | 2014년   | 2014년          |
| -------- | ------ | -------- | --------------- |
| 4월 5일  | 일본   | 요코하마 | 요코하마 아레나 |
| 4월 6일  | 일본   | 요코하마 | 요코하마 아레나 |
| 4월 10일 | 일본   | 오사카   | 오사카 아레나   |